# Rick Wilson
Richard Wilson, detto Rick (Louisville, 7 febbraio 1956), è un ex cestista statunitense, professionista nella NBA.

## Carriera
Venne selezionato dagli Atlanta Hawks al secondo giro del Draft NBA 1978 (25ª scelta assoluta).